# Mizérieux
Mizérieux é uma comuna francesa na região administrativa de Auvérnia-Ródano-Alpes, no departamento de Loire. Estende-se por uma área de 7,01 km². Em 2010 a comuna tinha 476 habitantes (densidade: 67,9 hab./km²).